# 大波兰

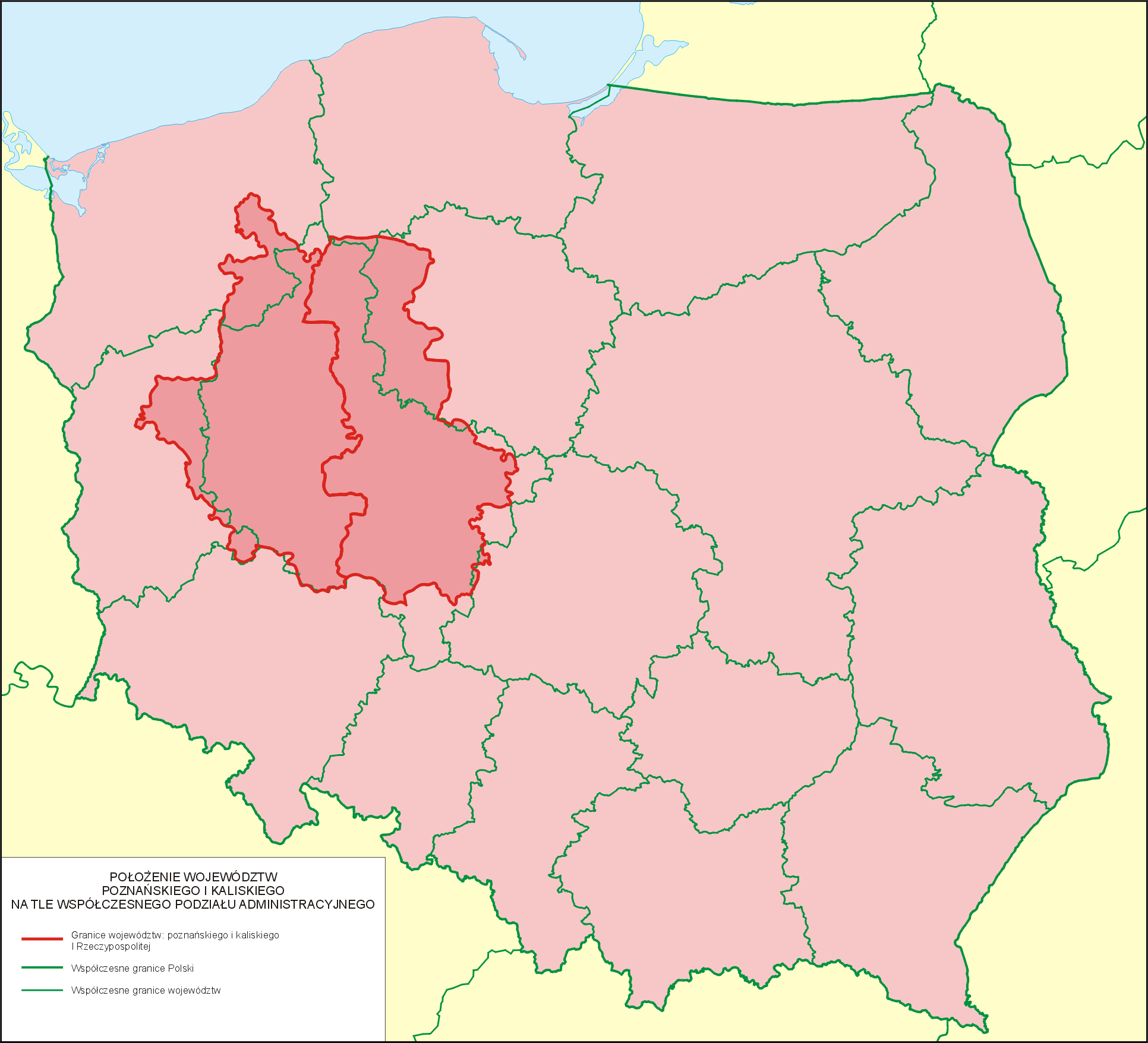
大波蘭的涵蓋範圍

大波兰（波蘭語：Wielkopolska）是位于波兰中西部的历史地区，其首府为波兹南。行政上，该地区大多数地方属于大波兰省（波蘭語：województwo wielkopolskie），也有一些地方位于卢布斯卡省，库亚维-滨海省和罗兹省。

## 地区名
大波兰为中世纪早期波兰的核心。通常称为“波兰的摇篮”，有时简称“波兰”（拉丁語：Polonia）。这个地区的拉丁文名于1257年在第一次提到，波兰文名则于1449年在“w Wielkej Polszcze ”提到。该地区的名字可能解释该地区为老的波兰，而不是新的波兰——位于今日波兰东南部的小波兰（波蘭語：Małopolska）。在1796年更名为波森大公国，在19世纪，大部分區域劃歸德意志帝国的普魯士王國波森省。

## 地理
大波兰省位于瓦尔塔河流域。大波兰省有两个主要地理区域：特点为后冰川期湖泊和山岗，位于北部的湖区和南方的平原区。
波兹南南部的森林和湖区在1957年成立大波兰国家公园，面积达到75.84平方公里。

大波兰主要城镇
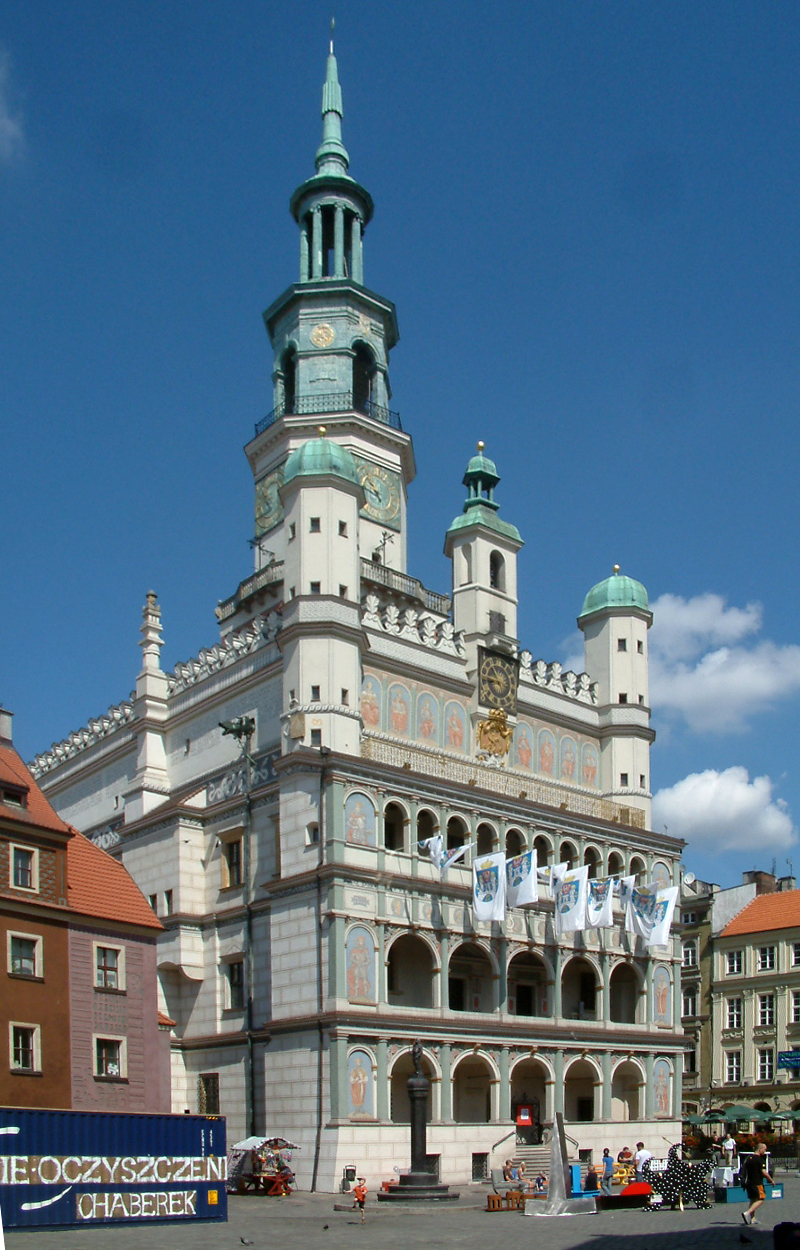
波兹南
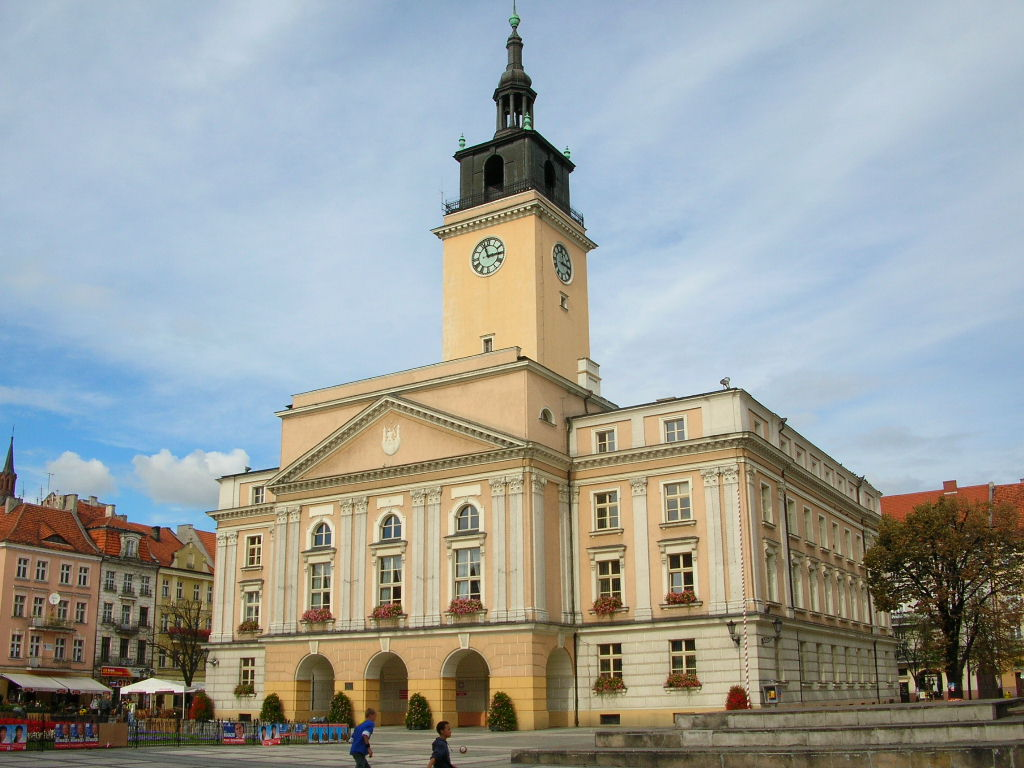
卡利什
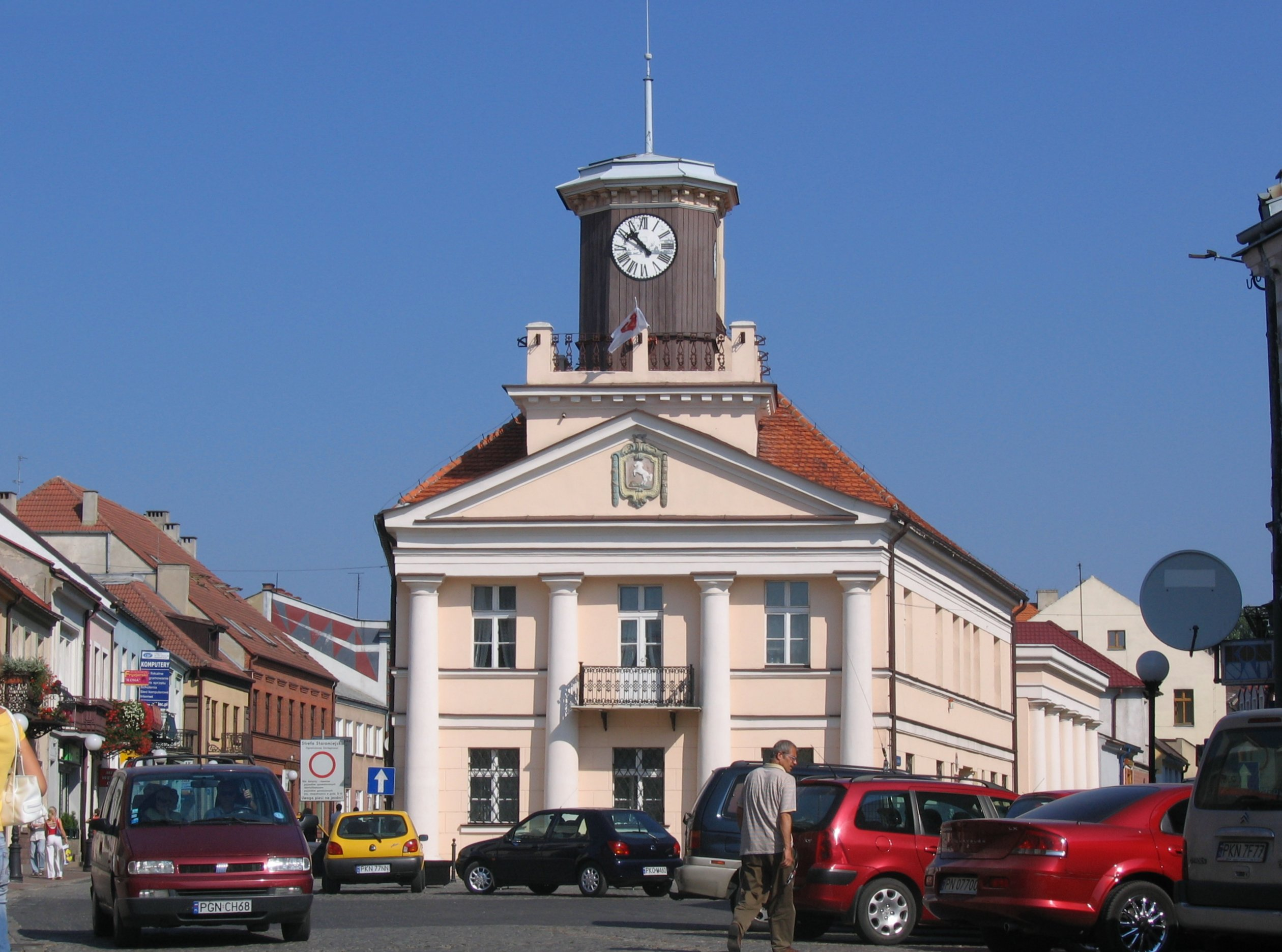
科寧
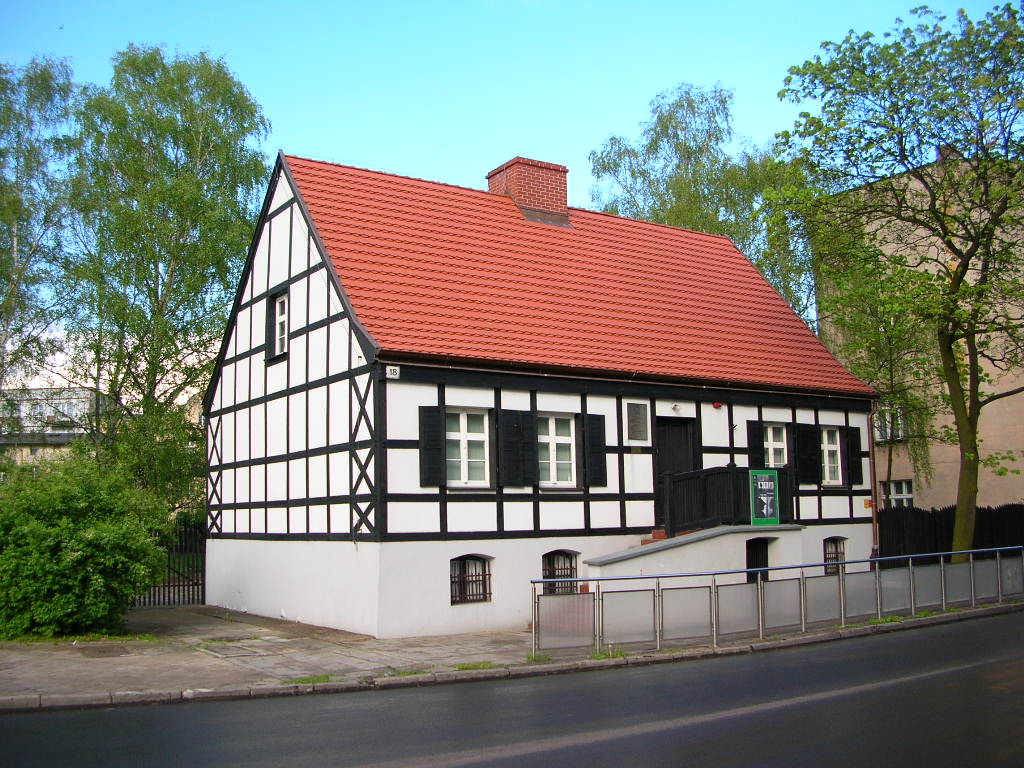
皮瓦
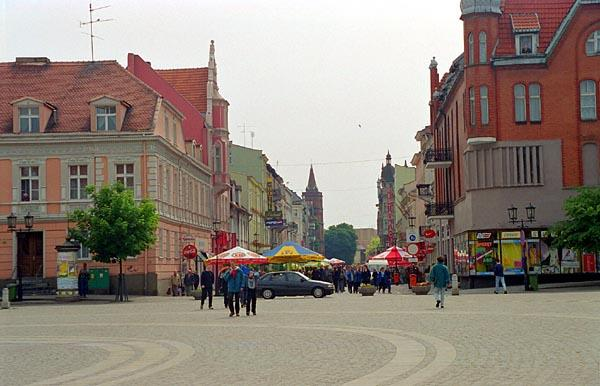
格涅兹诺
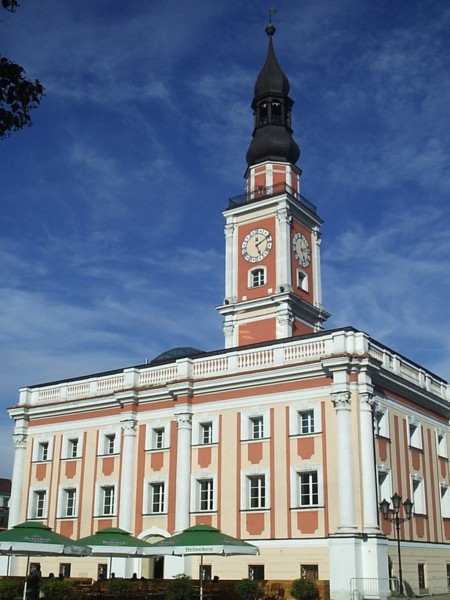
莱什诺
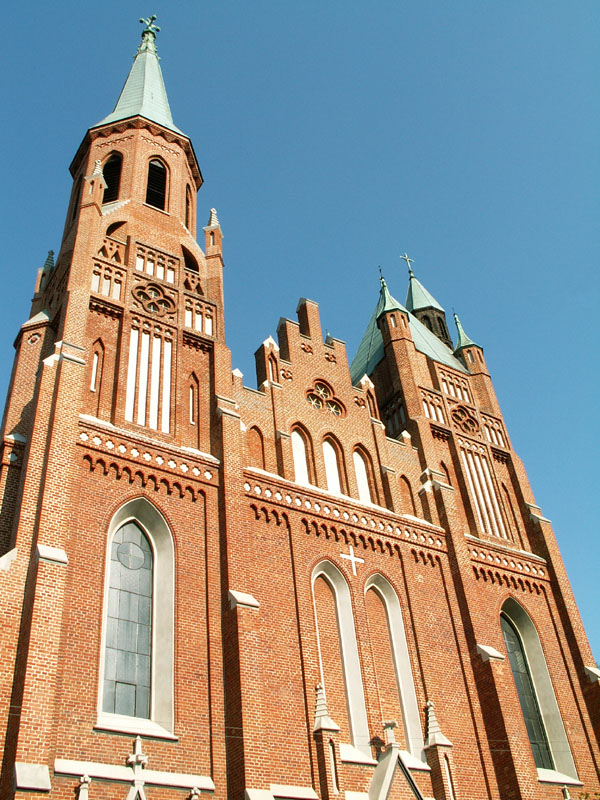
圖雷克
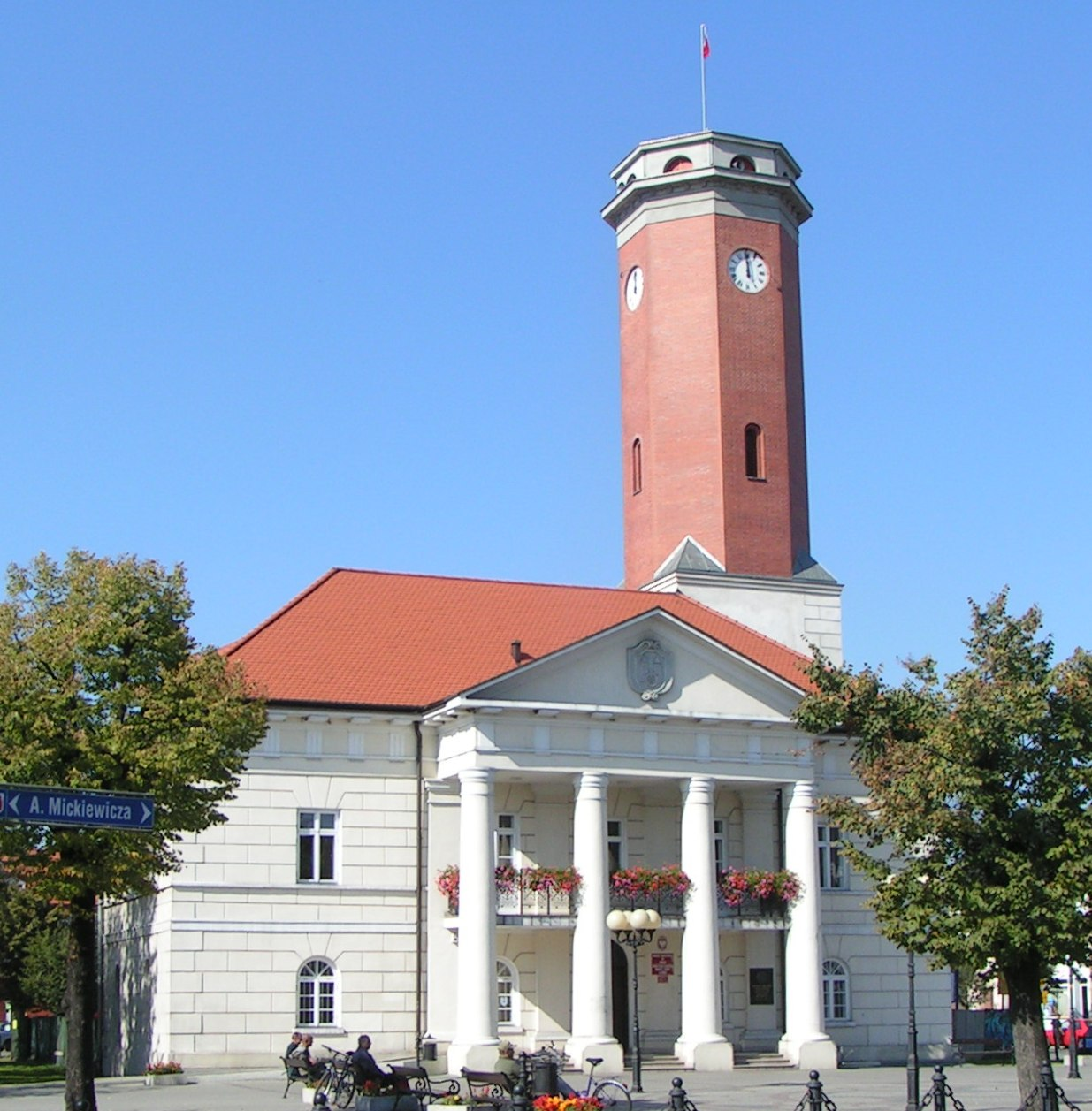
科沃
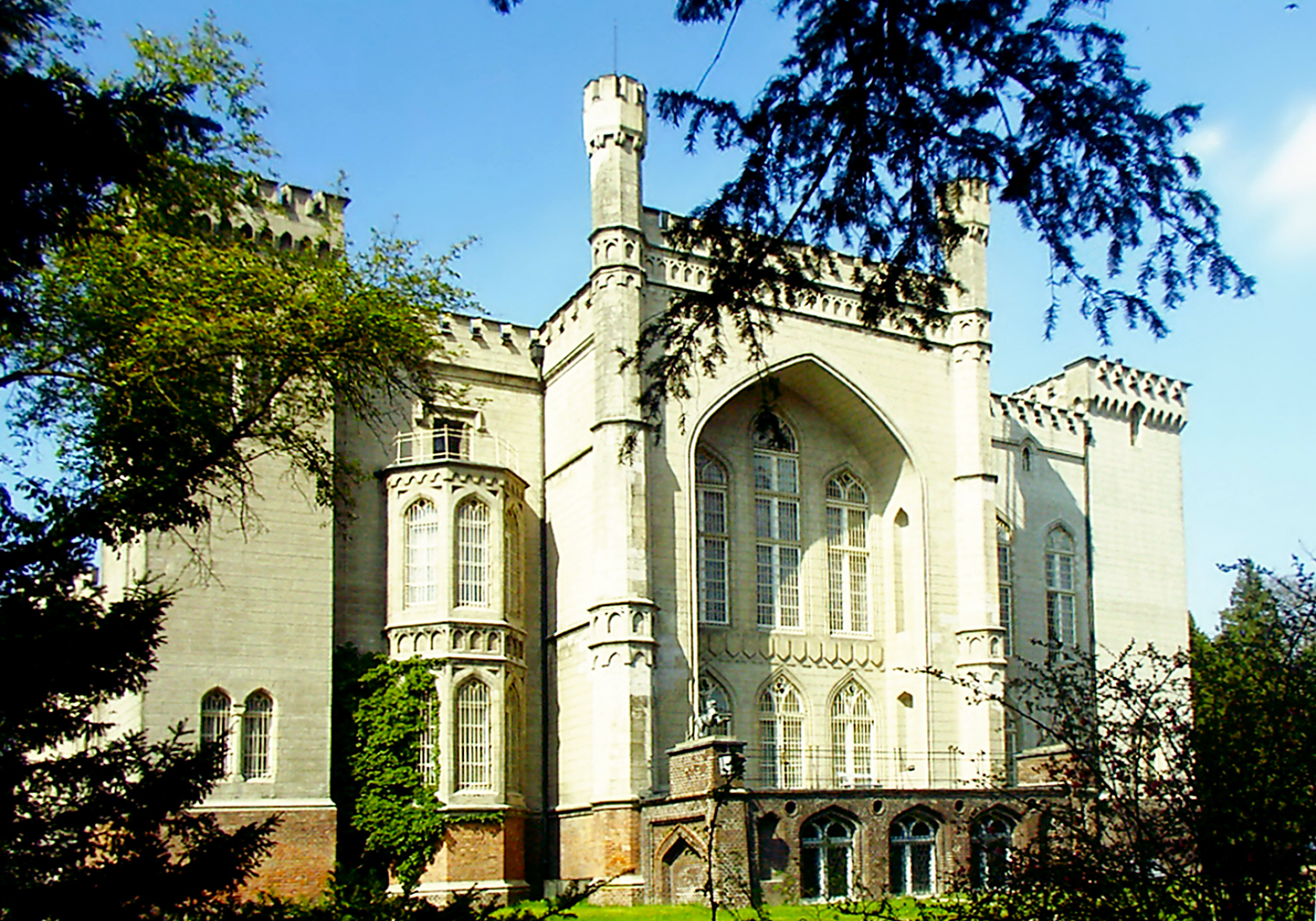
库尔尼克